# Vem mördade Patrik?
Vem mördade Patrik? är en svensk dokumentärfilm av Ulf von Strauss. Filmen ställer frågan hur en ung pojke kan (tillåtas) dö med ett hjärta lika stort som en oxes, efter ett tungt missbruk av anabola steroider. Den blir till en ursinnig undersökning av vad de obskyra steroiderna gör.